# Federata e Hendbollit e Kosovës
Die Federata e Hendbollit e Kosovës (kurz FHK) ist der nationale Dachverband des Handballsports in der Republik Kosovo und Ausrichter der kosovarischen Handballliga. Der Hauptsitz des Verbandes liegt in Pristina. Der Verband ist Mitglied des EHF.